# Heroltice (Hoštice-Heroltice)
Heroltice (do roku 1925 se jmenovala Herotice, německy Heroltitz) jsou jednou ze dvou částí obce Hoštice-Heroltice. Původní zemědělská ves leží při řece Hané asi 4 km východně od Vyškova v nadmořské výšce 233 m n. m. Žije zde 370 obyvatel.

## Historie
První písemná zmínka o Herolticích pochází z roku 1349.

## Obyvatelstvo

### Struktura
Vývoj počtu obyvatel za celou obec i za jeho jednotlivé části uvádí tabulka níže, ve které se zobrazuje i příslušnost jednotlivých částí k obci či následné odtržení.
| Místní části   | Místní části   | 1869 | 1880 | 1890 | 1900 | 1910 | 1921 | 1930 | 1950 | 1961 | 1970 | 1980 | 1991 | 2001 | 2011 |
| -------------- | -------------- | ---- | ---- | ---- | ---- | ---- | ---- | ---- | ---- | ---- | ---- | ---- | ---- | ---- | ---- |
| Počet obyvatel | část Heroltice | 272  | 293  | 306  | 326  | 373  | 353  | 338  | 356  | 325  | 311  | 337  | 373  | 378  | 352  |
| Počet domů     | část Heroltice | 59   | 59   | 60   | 62   | 68   | 69   | 74   | 91   | 169  | 93   | 100  | 124  | 132  | 138  |

## Památky a turistické zajímavosti
- Zvonička
- Smírčí kámen za vsí směrem ke státní silnici, parc. č. 36/2, majitel Obec Hoštice - Heroltice, Historická památka místního významu.

## Osobnosti
- Klement Gottwald – politik, po komunistickém převratu československý prezident (1948–1953)
- Pavel Zedníček – herec, moderátor